# Cacopsylla dilonchi
Cacopsylla dilonchi är en insektsart som först beskrevs av Caldwell 1938.  Cacopsylla dilonchi ingår i släktet Cacopsylla och familjen rundbladloppor. Inga underarter finns listade i Catalogue of Life.